# Cantó de Clisson
El cantó de Clisson (bretó Kanton Klison) és una divisió administrativa francesa situat al departament de Loira Atlàntic a la regió de Loira Atlàntic, però que històricament ha format part de Bretanya.

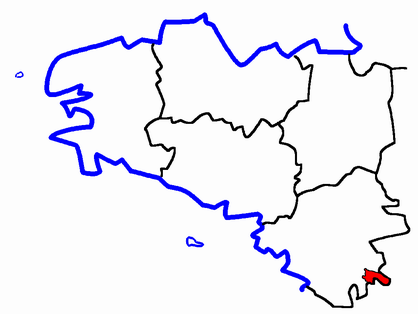
Situació del cantó

## Composició
El cantó aplega 7 comunes:
| Nom francès              | Nom bretó         | Població | km²    | Codi Postal | Codi INSEE |
| Boussay                  | Beuzid-Klison     | 2.361    | 26,45  | 44190       | 44022      |
| Clisson                  | Klison            | 5.939    | 11,30  | 44190       | 44043      |
| Gétigné                  | Yestinieg         | 3.076    | 23,97  | 44190       | 44063      |
| Gorges                   | Gored             | 2.649    | 15,77  | 44190       | 44064      |
| Monnières                | Meliner           | 1.541    | 9,78   | 44690       | 44100      |
| Saint-Hilaire-de-Clisson | Sant-Eler-Neved   | 1.475    | 18,43  | 44190       | 44165      |
| Saint-Lumine-de-Clisson  | Sant-Leven-Klison | 1.348    | 18,26  | 44190       | 44173      |
| Cantó                    | Klison            | 18.389   | 123,96 | -           | 4409       |

## Història
| Data d'elecció                           | Identitat     | Partit | Qualitat |
| ---------------------------------------- | ------------- | ------ | -------- |
| 1999-                                    | Michel Merlet | PS     |          |
| les dades anteriors no són pas conegudes |               |        |          |
|                                          |               |        |          |